# Стокгольм-Вестерос
Аеропорт Стокгольм-Вестерос, також відомий як Аеропорт Вестерос, Hässlö Flygplats (IATA: VST, ICAO: ESOW) — другорядний міжнародний аеропорт у Швеції, розташований біля міста Вестерос за 110 кілометрів від Стокгольма. 

## Авіація
Аеропорт має великий  авіаційний рух. З 17737 посадок у 2014 році 94% склали авіацію загального призначення, за даними Transportstyrelsen. Цей рух включає госпітальні польоти, тренувальні польоти, приватні рейси, корпоративні рейси та повітряне таксі. Багато операторів базуються в аеропорту Стокгольм-Вестерос. Серед них  ремонтні майстерні, вертолітні підприємства, школи польотів, клуби польотів та музей авіації.
У 2014 році аеропорт відіграв важливу роль під час великої лісової пожежі у Вестманланді, слугуючи базою для водяних бомбардувальників та рятувальних вертольотів, серед яких були пожежні літаки з Франції та Італії.

## Авіакомпанії та напрямки, вересень 2022
| Авіакомпанія | Пункт призначення                         |
| ------------ | ----------------------------------------- |
| Ryanair      | Лондон-Станстед Сезонно: Аліканте, Малага |

## Статистика
Див. джерело запитів Вікіданих та джерела.

## Транспортне сполучення аеропорту
Подорож з аеропорту до Центральної станції Стокгольма можна здійснити автобусами компанії Flygbussarna, час в дорозі займає приблизно півтори години. Також є міський автобус до Центральної станції Вестероса, звідки їдуть поїзди в Стокгольм та інші міста.